# Línea L (Metro de Los Ángeles)
La Línea L fue una línea de tren ligero operada por Metro de Los Ángeles. Ahora forma parte de la A y E. La línea tenía una trayectoria desde el Este de Los Ángeles hasta Azusa, pasando por los distritos de Centro de Los Ángeles, Chinatown, Highland Park, South Pasadena, Pasadena, Monrovia, Arcadia, Duarte y Azusa. La línea comenzó a operar en el año 2003 y fue suprimida el 16 de junio de 2023 tras la inauguración del proyecto Regional Connector.

## Historia
A principios de los años 1980, se propuso una nueva línea de tren ligero que conectaría a Pasadena, como parte de una ampliación de la red de ferrocarril urbano regional. Sin embargo pasaron casi dos décadas antes de que se llegase a realizarse el proyecto. La planificación inicial y la construcción fue realizada por el LACMTA. Después de que el proyecto se suspendió debido a la falta de financiación, la legislatura del estado de California estableció la Construcción de la línea A con dirección Los Ángeles-Pasadena, para reactivar y terminar el proyecto que en la cual solamente el 11% estaba completo.
Los colores propuestos para la línea incluyeron eran el rosa por el Rose Bowl de Pasadena y el Desfile del Torneo de las Rosas en esa misma ciudad. Sin embargo, debido a ampliaciones futuras previstas que irían más allá de Pasadena, el consejo de LACMTA votó a favor de nombrarla Línea Oro. Originalmente fue inaugurada como Línea Oro, sin embargo, en 2018 Metro aprobó cambiar el nombre de sus líneas de tren utilizando un esquema basado en letras, la Línea Oro se cambió a Línea L en 2020.
El 16 de junio de 2023 fue inaugurado el proyecto Regional Connector en la zona centro de Los Ángeles. Este proyecto consiste en un nuevo túnel que extenderá las líneas A y E desde la estación 7th Street/Metro Center hacia la estación Little Tokyo/Arts District. Metro decidió suprimir la Línea L e integrar su recorrido con la Línea A hacia el noreste y Línea E hacia el este, las líneas continúan el recorrido desde su antigua terminal 7th Street/Metro Center a través del nuevo túnel, logrando que con un solo viaje sea posible transportarsde desde Long Beach hacia las ciudades del Valle de San Gabriel, y de Santa Mónica al Este de Los Ángeles, pasando por el Centro de Los Ángeles sin tener que transferir entre líneas. Tras el comienzo de operaciones del Regional Connector la línea fue suprimida.

## Extensión al este de Los Ángeles y a Montclair

### Extensión Corredor Este
A principios de 2007, la LACMTA hizo un estudio para la fase 2 de la extensión hacia el este de la Línea L de la estación Atlantic. La zona del estudio incluyó las ciudades de Monterey Park, Rosemead, South El Monte y El Monte en el Valle de San Gabriel, así como las ciudades de Montebello, Pico Rivera y Whittier. En 2019, Metro decidió la ruta a través de Washington Blvd. hacia Whittier. La construcción comenzará en el año 2026 y entrará en servicio en el año 2035, dado que la Línea L desapareció en 2023 esta extensión formará parte de la Línea E.

#### Estaciones
| Estación          | Conexiones | Apertura | Ciudad           |
| ----------------- | ---------- | -------- | ---------------- |
| Atlantic/Whittier |            | 2035     | East Los Angeles |
| Commerce/Citadel  |            | 2035     | Commerce         |
| Greenwood         |            | 2035     | Montebello       |
| Rosemead          |            | TBA      | Pico Rivera      |
| Norwalk           |            | TBA      | Whittier         |
| Lambert           |            | TBA      | Whittier         |

### Extensión Foothill
Metro completó el estudio para construir y continuar la línea hacia Montclair, al este de la estación APU/Citrus College en Azusa, en el Valle de San Gabriel. La construcción comenzó en 2017 y se completará en 2026. Tras la desaparición de la Línea L en 2023, esta extensión formará parte de la Línea A en su apertura.

#### Estaciones
| Estación  | Conexiones | Apertura | Ciudad    |
| --------- | ---------- | -------- | --------- |
| Montclair | Metrolink  | 2026     | Montclair |
| Claremont | Metrolink  | 2026     | Claremont |
| Pomona    | Metrolink  | 2026     | Pomona    |
| La Verne  |            | 2026     | La Verne  |
| San Dimas |            | 2026     | San Dimas |
| Glendora  |            | 2026     | Glendora  |

## Estaciones
| Estación                   | Conexiones | Apertura                | Ciudad           |
| -------------------------- | --- | ----------------------- | ---------------- |
| APU/Citrus College         | | 5 de marzo de 2016      | Azusa            |
| Azusa Downtown             | | 5 de marzo de 2016      | Azusa            |
| Irwindale                  | | 5 de marzo de 2016      | Irwindale        |
| Duarte/City of Hope        | | 5 de marzo de 2016      | Duarte           |
| Monrovia                   | | 5 de marzo de 2016      | Monrovia         |
| Arcadia                    | | 5 de marzo de 2016      | Arcadia          |
| Sierra Madre Villa         | | 26 de julio de 2003     | Pasadena         |
| Allen                      | | 26 de julio de 2003     | Pasadena         |
| Lake                       | | 26 de julio de 2003     | Pasadena         |
| Memorial Park              | Metro Rapid: 780 | 26 de julio de 2003     | Pasadena         |
| Del Mar                    | Metro Rapid: 762 | 26 de julio de 2003     | Pasadena         |
| Fillmore                   | | 26 de julio de 2003     | Pasadena         |
| Mission                    | | 26 de julio de 2003     | South Pasadena   |
| Highland Park              | | 26 de julio de 2003     | Los Ángeles      |
| Southwest Museum           | | 26 de julio de 2003     | Los Ángeles      |
| Heritage Square            | | 26 de julio de 2003     | Los Ángeles      |
| Lincoln/Cypress            | Metro Rapid: 751 | 26 de julio de 2003     | Los Ángeles      |
| Chinatown                  | | 26 de julio de 2003     | Los Ángeles      |
| Union Station              | Union Station - North Hollywood Union Station - Wilshire/Western El Monte Station - Pacific/21st El Monte Busway Metro Rapid: 704, 728, 733, 740, 745, 770 Foothill Transit: Silver Streak Amtrak Metrolink | 26 de julio de 2003     | Los Ángeles      |
| Little Tokyo/Arts District | Metro Rapid: 730 | 15 de noviembre de 2009 | Los Ángeles      |
| Pico/Aliso                 | | 15 de noviembre de 2009 | Los Ángeles      |
| Mariachi Plaza             | | 15 de noviembre de 2009 | Los Ángeles      |
| Soto                       | Metro Rapid: 751 | 15 de noviembre de 2009 | Los Ángeles      |
| Indiana                    | | 15 de noviembre de 2009 | Los Ángeles      |
| Maravilla                  | | 15 de noviembre de 2009 | East Los Angeles |
| East L.A. Civic Center     | | 15 de noviembre de 2009 | East Los Angeles |
| Atlantic                   | Metro Rapid: 762 | 15 de noviembre de 2009 | East Los Angeles |